# Cohors I Germanorum (Moesia)
Dieser Artikel behandelt die in der römischen Provinz Moesia inferior stationierte Auxiliareinheit Cohors I Germanorum. Zu der gleichnamigen Einheit, die in der Provinz Cappadocia stationiert war, siehe Cohors I Germanorum (Cappadocia). Zu der gleichnamigen Einheit, die in der Provinz Germania superior stationiert war, siehe Cohors I Germanorum (Germania). Das hier angegebene Szenario geht von drei verschiedenen Kohorten mit der Bezeichnung Cohors I Germanorum aus; zu den Einschätzungen von Historikern siehe Cohors I Germanorum.
Die Cohors I Germanorum [civium Romanorum] (deutsch 1. Kohorte der Germanen [der römischen Bürger]) war eine römische Auxiliareinheit. Sie ist durch Militärdiplome und Inschriften belegt.

## Namensbestandteile
- Cohors: Die Kohorte war eine Infanterieeinheit der Auxiliartruppen in der römischen Armee.

- I: Die römische Zahl steht für die Ordnungszahl die erste (lateinisch prima). Daher wird der Name dieser Militäreinheit als Cohors prima .. ausgesprochen.

- Germanorum: der Germanen. Die Soldaten der Kohorte wurden bei Aufstellung der Einheit aus den verschiedenen Stämmen der Germanen rekrutiert.

- civium Romanorum: der römischen Bürger. Den Soldaten der Einheit war das römische Bürgerrecht zu einem bestimmten Zeitpunkt verliehen worden. Für Soldaten, die nach diesem Zeitpunkt in die Einheit aufgenommen wurden, galt dies aber nicht. Sie erhielten das römische Bürgerrecht erst mit ihrem ehrenvollen Abschied (Honesta missio) nach 25 Dienstjahren. Der Zusatz kommt in zwei Militärdiplomen von 147/160 und 157 vor.

Da es keine Hinweise auf die Namenszusätze milliaria (1000 Mann) und equitata (teilberitten) gibt, ist davon auszugehen, dass es sich um eine Cohors quingenaria peditata, eine reine Infanterie-Kohorte, handelt. Die Sollstärke der Einheit lag bei 480 Mann, bestehend aus 6 Centurien mit jeweils 80 Mann.

## Geschichte
Die Kohorte war in der Provinz Moesia inferior stationiert. Sie ist auf Militärdiplomen für die Jahre 121 bis 157 n. Chr. aufgeführt.
Der erste Nachweis der Einheit in der Provinz Moesia inferior beruht auf einem Diplom, das auf das Jahr 121 datiert ist. In dem Diplom wird die Kohorte als Teil der Truppen (siehe Römische Streitkräfte in Moesia) aufgeführt, die in der Provinz stationiert waren. Weitere Diplome, die auf 127 bis 157 datiert sind, belegen die Einheit in derselben Provinz.

## Standorte
Standorte der Kohorte in Moesia inferior waren möglicherweise:
- Capidava: drei Inschriften[4] wurden hier gefunden.

## Angehörige der Kohorte
Folgende Angehörige der Kohorte sind bekannt:

### Kommandeure
| - [] [Ce]lso Sta[tiellis], ein Präfekt (AE 1997, 1329) - Gaius Munatius Venustus, ein Präfekt - Gaius Passenius Paulus: er wird auf einem Diplom von 146 (ZPE-195-230a) als Kommandeur genannt. - L(ucius) Atilius [] (AE 1939, 87) | - M(arcus) Sulpicius Felix, ein Präfekt (AE 1931, 36). Er war auch Tribun der Cohors III Ulpia Petraeorum. - Publius Aelius Ammonius, ein Tribun - Titus Flavius Longinus Quintus Marcius Turbo (IGR I 622) |

### Sonstige
- C(aius) Valerius Alexander,[6] ein Fußsoldat: ein Diplom von 146 (ZPE-195-230a) wurde für ihn ausgestellt.